# Кабалі (Лаґодехі)
Кабалі (груз. კაბალი) — село в Грузії.
За даними перепису населення 2014 року в селі проживає 3238 осіб.